# 大学コンソーシアム八王子
大学コンソーシアム八王子（だいがくコンソーシアムはちおうじ）は、日本の産学連携機関。

## 概要
東京都八王子市地域は、大学をはじめとする教育機関が多く、大学・短期大学・高等専門学校合わせて23の教育機関が設置されている。これらに所属する学生は11万人（内外国人留学生約3100人）に及び、八王子市は学園都市としての街づくりを推進している。その一つとして、2009年に大学コンソーシアム八王子が設立された。なお、コンソーシアム参加の対象は八王子近辺に所在している機関を主とし、所属団体が必ずしも八王子市に本部やキャンパスを設置しているわけではない。

## 事務局所在地
- 東京都八王子市旭町9-1 八王子スクエアビル11階 八王子市学園都市センター内

## 組織
大学コンソーシアム八王子の組織は次の通り構成されている。
- 総会
  - 理事会
    - 運営委員会
      - 大学等連携部会
      - 市民・学生連携部会
      - 産学公連携部会
      - 生涯学習推進部会
- 事務局

## 事業内容
小学校、中学校、高等学校、大学間の相互連携や教職員共同研修、大学共同調査研究や単位互換を行うなどの連携をはじめとし、産学連携、学生の八王子市地域活動支援、外国人留学生への支援など、6つの事業を行っている。

### 産学公連携事業
- 八王子未来学構想推進事業 - 八王子未来学
- 学生調査研究成果発表事業 - 大学コンソーシアム八王子学生発表会を実施。。
- 大学教員データベース
- 産学共同研究促進事業
  - 産学共同研究助成事業
  - 技術開発型競技会等出場助成事業
- 連携ニーズ等調査

## 加盟団体

### 大学
- 東京都立大学
- 工学院大学
- 東京純心大学
- 創価大学
- 拓殖大学
- 法政大学
- 中央大学
- 杏林大学
- 明星大学
- 帝京大学
- デジタルハリウッド大学
- 多摩大学
- 東京工科大学
- ヤマザキ動物看護大学
- 東京造形大学
- 多摩美術大学
- 東京薬科大学
- 日本文化大学
- 東京家政学院大学
- 桜美林大学

### 短期大学
- 創価女子短期大学
- 帝京大学短期大学
- 山野美容芸術短期大学

### 高等専門学校
- 国立東京工業高等専門学校
- サレジオ工業高等専門学校